# Vegard Opaas
Vegard Opaas (né le 11 novembre 1962) était un sauteur à ski norvégien.

## Palmarès

### Jeux olympiques
| Épreuve / Édition | Sarajevo 1984 | Calgary 1988 |
| Petit Tremplin    | 8e            | 45e          |
| Grand Tremplin    | 27e           | 19e          |

### Championnats du monde
| Épreuve / Édition | Engelberg 1984 | Seefeld 1985 | Oberstdorf 1987 |
| Petit Tremplin    |                |              | Bronze          |
| Grand Tremplin    |                | 27e          | Argent          |
| Par Equipes       | 6e             |              | Argent          |

### Championnats du monde de vol à ski
| Épreuve / Édition | Oberstdorf 1988 | Vikersund 1990 |
| Individuel        | 21e             | 33e            |

### Coupe du monde
- 1 gros globe de cristal : vainqueur du classement final en 1987.
- 7 victoires.
- 2e de la Tournee des Quatre Tremplins 1986-1987

### Saison par saison
| Année | Lieu                                                                                              |
| 1984  | Thunder Bay (Canada)                                                                              |
| 1986  | Lake Placid (États-Unis)                                                                          |
| 1987  | Lake Placid (États-Unis), Oberstdorf (Allemagne), Štrbské Pleso (Tchécoslovaquie), Oslo (Norvège) |
| 1989  | Lake Placid (États-Unis)                                                                          |